# Закаспийская казачья бригада
Закаспийская казачья бригада — кавалерийское соединение в составе российской императорской армии
Штаб бригады: Ашхабад. Входила во 2-й Туркестанский армейский корпус.

## История бригады

### Формирование
- 1890-1894 — Закаспийская конная казачья бригада
- 1894-1915 — Закаспийская казачья бригада
- 1915-1918 — 5-я Кавказская казачья дивизия

Бригада охраняла границы с Персией и Афганистаном в пунктах Пуль-и-Хатун, Кушка, Тахта-базар.

## Состав бригады

### 1914 год
- 1-й Таманский генерала Бескровного полк Кубанского казачьего войска
- 1-й Кавказский генерал-фельдмаршала князя Потёмкина-Таврического полк Кубанского казачьего войска
- Туркменский конный дивизион
- 4-я Кубанская казачья батарея

### 1917 год
- 1-я бригада:
  - 1-й Таманский генерала Бескровного полк Кубанского казачьего войска
  - 1-й Кавказский генерал-фельдмаршала князя Потёмкина-Таврического полк Кубанского казачьего войска
- 2-я бригада:
  - 3-й Екатеринодарский полк Кубанского казачьего войска
  - 3-й линейный полк Кубанского казачьего войска
  - 10-я Кубанская отдельная конная сотня
  - 30-я Кубанская отдельная конная сотня
  - 83-я Донская особая казачья сотня
- 4-й Кавказский казачий конно-артиллерийский дивизион (4-я и 6-я Кубанские казачьи батареи)

## Командование бригады

### Начальники бригады
- 17.07.1885-15.10.1890 — полковник, с 1889 генерал-майор Залесский, Василий Васильевич
- 05.12.1890-03.12.1897 — генерал-майор барон фон Штакельберг, Георгий Карлович
- 17.12.1897-02.04.1904 — генерал-майор Ковалёв, Виктор Семёнович
- 03.05.1904-05.07.1910 — генерал-майор (с 21.01.1909 генерал-лейтенант) Хелмицкий, Павел Людвигович
- 05.07.1910-09.11.1913 — генерал-лейтенант князь Орбелиани, Георгий Ильич
- 09.11.1913-14.11.1915 — генерал-майор (с 06.05.1915 генерал-лейтенант) Николаев, Андрей Михайлович

### Начальники штаба
- 21.08.1900-02.06.1903 — полковник Грибоедов, Алексей Дмитриевич
- 19.06.1903-24.11.1907 — полковник Корольков, Георгий Карпович
- 30.11.1907-27.05.1913 — подполковник (с 06.12.1908 полковник) Лобачевский, Владимир Владимирович
- 22.06.1913-11.09.1913 — полковник Панов, Филипп Петрович
- 09.10.1913-02.12.1914 — полковник Габаев, Александр Георгиевич

## Командование дивизии

### Начальники дивизии
- 14.11.1915-15.11.1916 — генерал-лейтенант Николаев, Андрей Михайлович
- 15.11.1916-02.09.1917 — генерал-лейтенант Томашевский, Сергей Владимирович
- 02.09.1917-? — генерал-майор Чёрный, Константин Константинович

### Начальники штаба
- 1916 — полковник Певнев, Александр Леонтьевич
- 30.05.1916-25.09.1916 — полковник Носков, Александр Васильевич
- 20.10.1916-11.05.1917 — генерал-майор Герасимов, Евгений Михайлович
- 1917 — полковник Щербаков, Николай Михайлович

### Командиры 1-й бригады
- 08.02.1916-1917 — генерал-майор Колесников, Иван Никифорович
- 07.09.1917-? — полковник Ширай, Афанасий Максимович

### Командиры 2-й бригады
- 31.08.1916-? — генерал-майор Филиппов, Пётр Григорьевич